# Sadhana
Pour l’article homonyme, voir Sadhana Forest.

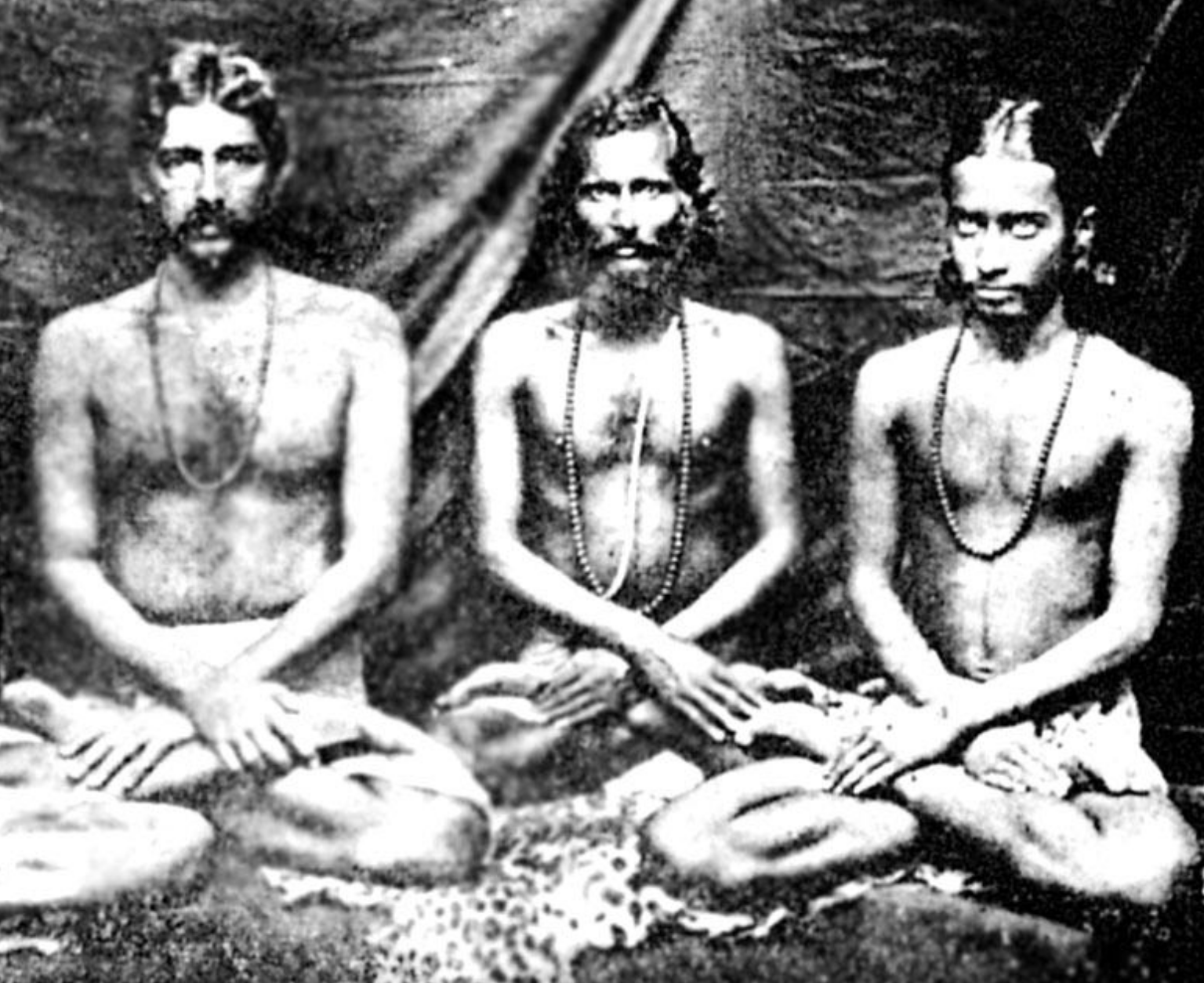
Sādhanā hindoue

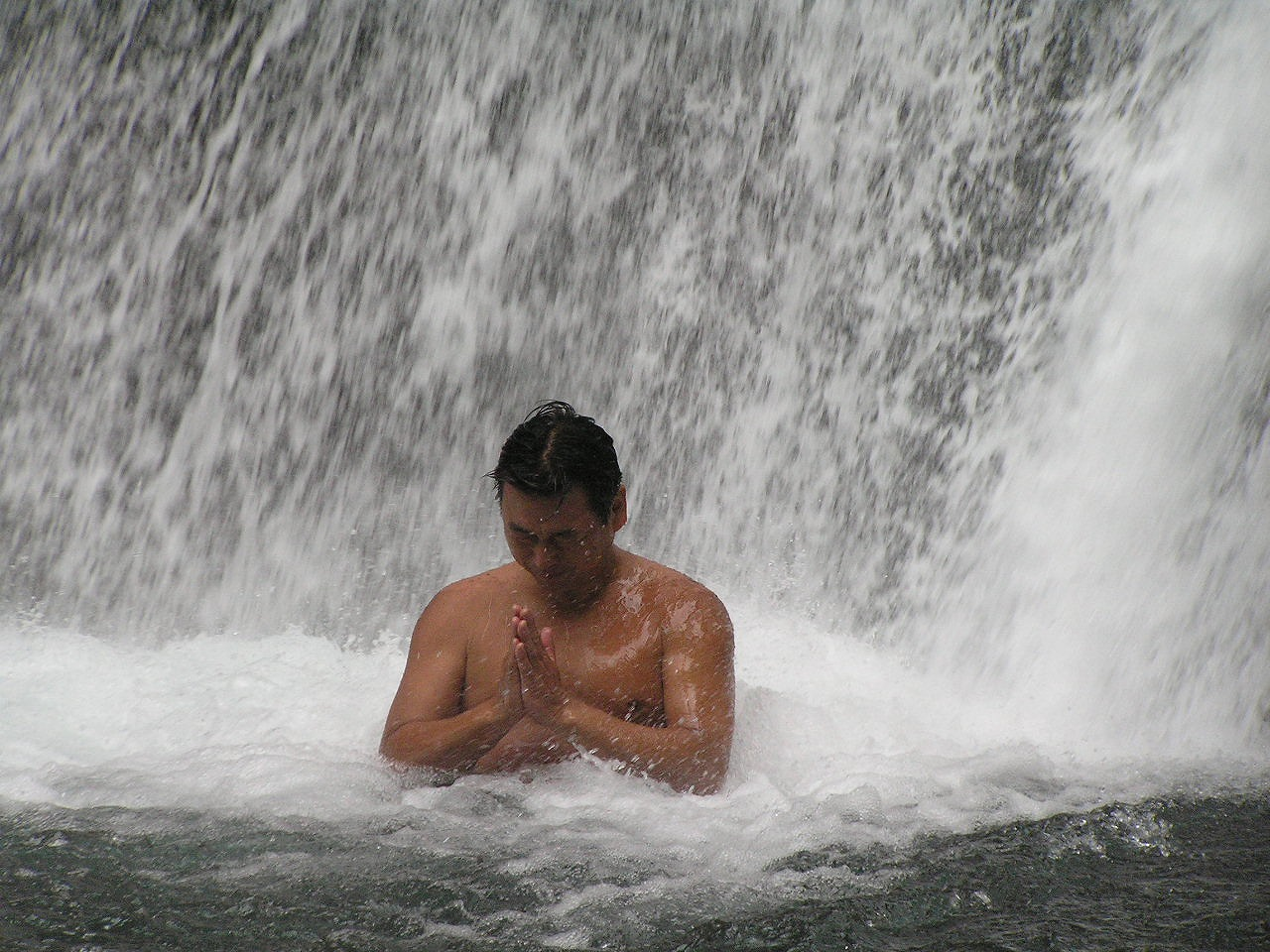
Sādhanā bouddhiste (ici au Japon)

La sādhana ou sādhanā (en sanskrit : साधना ; translittération IAST sādhanā) signifie :
- pratique, cheminement spirituel[2];
- exécution, réalisation, accomplissement; acquisition, obtention.

La sādhanā induit la notion d'effort pour atteindre un objectif et, dans l'usage courant, proche de la notion d'ascèse. La méditation et des rituels quotidiens peuvent faire partie de la sadhana.
Le Sādhanapāda, est le second chapitre des Yoga Sūtra de Patañjali traitant de la Voie de la réalisation.
Dans le bouddhisme vajrayāna, c'est une technique ou « moyen d'accomplissement », qui constitue « à la fois le noyau central et la trame structurelle de tout rituel tantrique », et a pour but de recevoir les siddhi d'une divinité.